# Copromorphidae
Famille
Les Copromorphidae sont une famille de lépidoptères de la super-famille des Carposinoidea.

## Liste des genres
D'après BioLib (5 février 2019), cette famille inclut les genres suivants :
- Aegidomorpha Meyrick, 1932
- Cathelotis Meyrick, 1926
- Copromorpha Meyrick, 1886
- Dryanassa Meyrick, 1936
- Endothamna Meyrick, 1922
- Lotisma Busck, 1909
- Neophylarcha Meyrick, 1926
- Ordrupia Busck, 1911
- Osidryas Meyrick, 1916
- Phanerochersa Meyrick, 1926
- Phycomorpha Meyrick, 1914
- Rhopalosetia Meyrick, 1926
- Rhynchoferella Strand, 1915
- Saridacma Meyrick, 1930
- Schistocyttara Turner, 1942
- Sisyroxena Meyrick, 1916
- Spilogenes Meyrick, 1938
- Syncamaris Meyrick, 1932
- Tanymecica Turner, 1916

Une autre source récente recense environ 9 genres et 43 espèces.